# Catharina Bröms
Catharina Bröms, född 5 oktober 1665, död 27 oktober 1735, var brukspatron vid Wij säteri och bruk i Ockelbo i Gästrikland mellan 1708 och 1735.

## Biografi
Bröms var dotter till Sven Bröms och Catharina Helleday, vars mor var född Feif och Bureättling. Hon gifte sig år 1680 i sitt första äktenskap med ståthållaren på Ösel, Johan Gottman, ägare till Ockelboverken och Wij säteri. Denne adlades Silfverclou, varför Catharina kom att benämnas "Nådig Frun på Wij". Huruvida hon ägnade sig åt affärsverksamhet under sitt första äktenskap är okänt. Hon blev änka 1686 och gifte år 1688 om sig med Carolus Carlsson, biskop i Västerås stift. Deras barn adlades under namnet Cederström. Bröms började under sitt andra äktenskap öppet ägna sig åt affärsverksamhet. Hon köpte år 1698 Högbo bruk med Edsken och Mackmyra med Valbo som borgenär för sin syster Elisabeth Bröms genom att inteckna sin och makens egendom. Bruket ansågs år 1688 som en verksamhet utan framgång, men några år senare hade den blivit en framgång.    
Sedan Catharina Bröms år 1708 blivit änka för andra gången flyttade hon åter till Wij säteri i Ockelbo, och tog själv över driften för de bruk som ingick i Ockelboverken. Med tiden kom större delen av Ockelbo socken att ägas av Bröms. Efter många års förhandlingar fördes det kombinerade målet om bruket vid Åmot och skogstilldelning till Ockelboverken i hamn genom bergskollegiets båda privilegiebrev av 6 maj 1710. Åmots bruk var 1723 så lönsamt att skattefrihetsåren upphävdes. 1713–1733 drev hon i samarbete med sin syster Elisabeth framgångsrikt verksamheten vid Högbo gruva i Ovansjö. Bröms lyckades driva en framgångsrik verksamhet trots den nedgångstid för bruken som rådde under 1710-talet. Ända fram till 1722 skötte hon personligen bokföringen.
Från 1718 hade hon ett nära samarbete med Karl Edström, som hon gjorde till bruksförvaltare vid Viksjö. Under rysshärjningarna 1721, då ryssarna brände Axmar och Vifors, lyckades Edström rädda Viksjö från att brännas av ryssarna, trots att dessa bevisligen hade nått fram till bruket: exakt hur är inte känt, medan Bröms och hennes övriga personal hade gömt sig i skogen. Edström hade sedan dess ett starkt förtroende hos henne. När en konkurrent 1723 ansökte om att få grunda ett nytt bruk i Kilafors i Hanebo socken några mil norr om Åmot drev hon en lång rättsstrid som slutade med att hon själv i stället anlade ännu ett bruk vid Hällbo i Bollnäs 1725–1726. 1724 avtalade hon om ensamrätt till köp av malmen från Vintjärnsgruvan till sin tackjärnstillverkning. 1731 bröt hon samarbetet med Edström och anklagade honom för underslev, vilket ledde till en utdragen och uppmärksammad process som först ledde till fällande dom och därefter ett frikännande.
En samtida visa, »om biskop Karin, domprost Lisa och gubben själv», har tolkats som ett missnöje över hennes och hennes systers inblandning i stiftets befordringsangelägenheter under hennes andre makes sista år.